# ОФК Младост ДГ
ОФК Младост ДГ црногорски је фудбалски клуб из Подгорице, који се тренутно такмичи у Другој лиги Црне Горе. Основан је 2019. године. Два пута је освојио Трећу лигу Црне Горе и једном Другу лигу.

## Историја
Клуб је основан 17. јула 2019. године, у подгоричком насељу Доња Горица. Основан је кроз сарадњу са ФК Подгорицом као партнерски клуб, у којем су играли млађи играчи, али је касније сарадња прекинута и Младост је наставила да се такмичи као самостални клуб.
У првој такмичарској сезони, 2019/20. клуб је освојио регију Центар у оквиру Треће лиге Црне Горе, али су у баражу за Другу лигу освојили бод против Игала и Берана и нису успјели да се пласирају у Другу лигу. У сезони 2020/21. клуб је освојио регију Центар другу сезону заредом, са 23 побједе и једним поразом на 24 утакмице, након чега је у баражу побиједио Петњицу 2 : 0 и Цетиње 6 : 0 и пласирао се у Другу лигу.
У сезони 2021/22. првој сезони у Другој лиги, завршио је на трећем мјесту и играо је бараж за пласман у Прву лигу, гдје је изгубио од Рудара. У сезони 2022/23. освојио је титулу у Другој лиги и по први пут у историји пласирао се у Прву лигу. Сезону 2023/24. у Првој лиги завршио је на деветом мјесту, а у баражу је изгубио у двомечу од Отрант Олимпика и испао је у Другу лигу.

## Резултати у такмичењима у Црној Гори
| Сезона   | Степен | Лига                | Бр.екипа | Позиција  | Куп             |
| -------- | ------ | ------------------- | -------- | --------- | --------------- |
| 2019/20. | 3      | Трећа лига — Центар | 11       | 1. мјесто | Прво коло       |
| 2020/21. | 3      | Трећа лига — Центар | 12       | 1. мјесто | Није учествовао |
| 2021/22. | 2      | Друга лига          | 10       | 3. мјесто | Није учествовао |
| 2022/23. | 2      | Друга лига          | 10       | 1. мјесто | Осмина финала   |
| 2023/24. | 1      | Прва лига           | 10       | 9. мјесто | Осмина финала   |
| 2024/25. | 2      | Друга лига          | 9        | 1. мјесто | Осмина финала   |